# خطط السلام للجامعة العربية في سوريا
في نوفمبر 2011 – يناير 2012، حاولت جامعة الدول العربية مرتين التوسط في الحرب الأهلية السورية، دون تحقيق الكثير من النجاح.

## المحاولة الأولى
في 2 نوفمبر 2011، وافقت الحكومة السورية على خطة سلام جامعة الدول العربية مفادها أن جيشها لن ينشر بعد الآن في عمليات القمع العنيفة ضد المتظاهرين السلميين، وسيتم سحب الدبابات من المدن، وإطلاق سراح جميع السجناء السياسيين، وبدء حوار مع المعارضة في غضون أسبوعين، والسماح للجامعة العربية ووسائل الإعلام الأجنبية بمراقبة الوضع. وعندما قتل 23 متظاهرا على الأقل في 6 نوفمبر، اعتبرت الجامعة العربية هذا أول خرق لوعد سوريا.
وفي 12/13 نوفمبر، أحصت جماعات المعارضة السورية 300 متظاهر ومعارضين آخرين للحكومة التي يزعم أنهم قتلوا منذ 2 نوفمبر. ولذلك هددت جامعة الدول العربية بتعليق عضوية سوريا في الجامعة إذا لم تنفذ خطة السلام قبل 16 نوفمبر.
وفي 16 نوفمبر، علقت جامعة الدول العربية بالفعل عضوية سوريا في الجامعة.

## المحاولة الثانية
في 19 ديسمبر 2011، وقعت سوريا على خطة سلام أخرى لجامعة الدول العربية دعت إلى انسحاب الجيش السوري وقوات المتمردين من الشوارع، وإطلاق سراح السجناء السياسيين، ودخول مراقبين من الجامعة العربية إلى سوريا، وبدء المحادثات بين الحكومة والمنشقين.

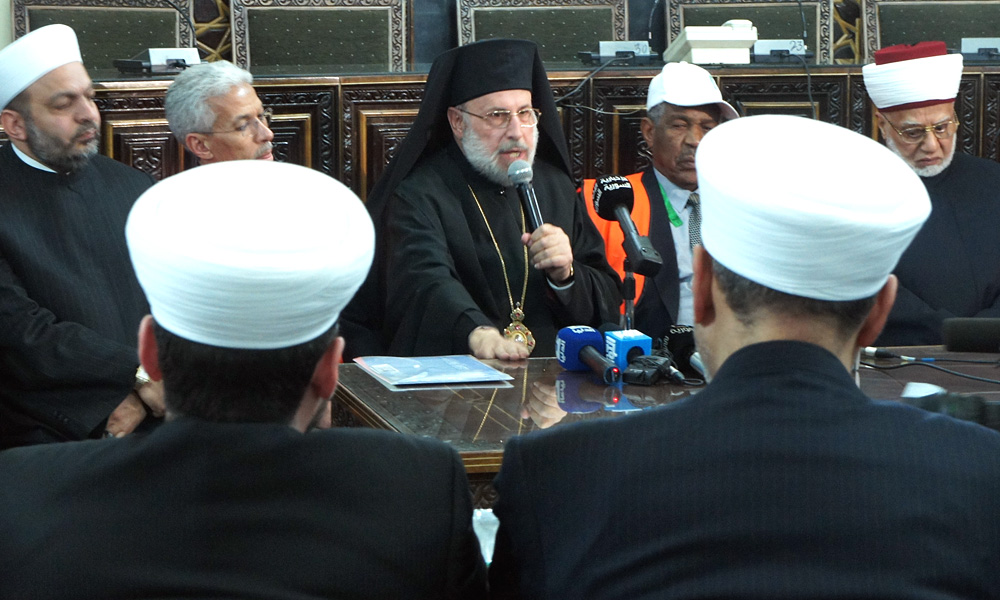
مسلمون ومسيحيون في اجتماع مع مراقبي الجامعة العربية في دمشق يوم 17 يناير 2012.

في 26 ديسمبر، بدأ وصول 50 مراقبا من جامعة الدول العربية إلى سوريا. وقال أحدهم بالفعل في 26 ديسمبر لمذيع العربية عبر الهاتف: «إن هذا النظام ينتقم من شعبه (...) إن ما يحدث في سوريا هو إبادة جماعية». وفي الأسابيع التالية، تعرضت بعثة الجامعة العربية لانتقادات شديدة لأن دمشق لم تف بوعودها. وقال المنتقدون إن «وجود مراقبي جامعة الدول العربية» يضفي الشرعية على أعمال العنف التي يقوم بها الجيش السوري.
وفي حوالي 20–22 يناير 2012، قررت جامعة الدول العربية تمديد البعثة، التي انتهت في 19 يناير، لمدة شهر آخر، وإضافة المزيد من الأعضاء إليها، وتزويدها بالمزيد من الموارد. ودفع هذا القرار السعودية في 22 يناير إلى سحب مراقبيها من بعثة الجامعة العربية ودعوة روسيا والصين وأوروبا والولايات المتحدة والدول الإسلامية إلى «ممارسة كل الضغوط الممكنة» على سوريا للالتزام بخطة السلام العربية.
في حوالي يومي 23–24 يناير، رفض الأسد خطة أخرى لجامعة الدول العربية لوقف إراقة الدماء. والدول الخليجية الأخرى: الكويت وقطر والبحرين وعمان والإمارات العربية المتحدة خلصت الآن إلى أن إراقة الدماء لم تخف حدتها، وبالتالي فإن بعثة مراقبي جامعة الدول العربية كانت عديمة الفائدة، وقررت أيضا سحب مراقبيها من سوريا. وفي 27 يناير، حذر مصطفى الدابي، رئيس بعثة الجامعة العربية، من أن العنف في سوريا اشتد بشكل كبير في الأيام الأخيرة. وفي 28 يناير 2012، علقت جامعة الدول العربية مهمتها المتعلقة بالرصد بسبب تفاقم أعمال العنف.